# Arrondissement d'Utrecht
L'arrondissement d'Utrecht est une ancienne subdivision administrative française du département du Zuyderzée créée le 1er janvier 1811 et supprimée le 11 avril 1814.

## Composition
Il comprenait les cantons de IJsselstein Maarssen, Mijdrecht, Schoonhoven, Utrecht et Woerden.